# Caher (berg i Irland)
Caher är ett berg i republiken Irland.   Det ligger i grevskapet Ciarraí och provinsen Munster, i den sydvästra delen av landet. Toppen på Caher är 1 001 meter över havet. Caher ingår i Macgillycuddys Reeks.
Terrängen runt Caher är huvudsakligen kuperad. Den högsta punkten i närheten är Carrauntoohill, 1 038 meter över havet, 1,5 km öster om Caher. Trakten runt Caher består i huvudsak av gräsmarker.